# 航空自衛隊幹部候補生学校

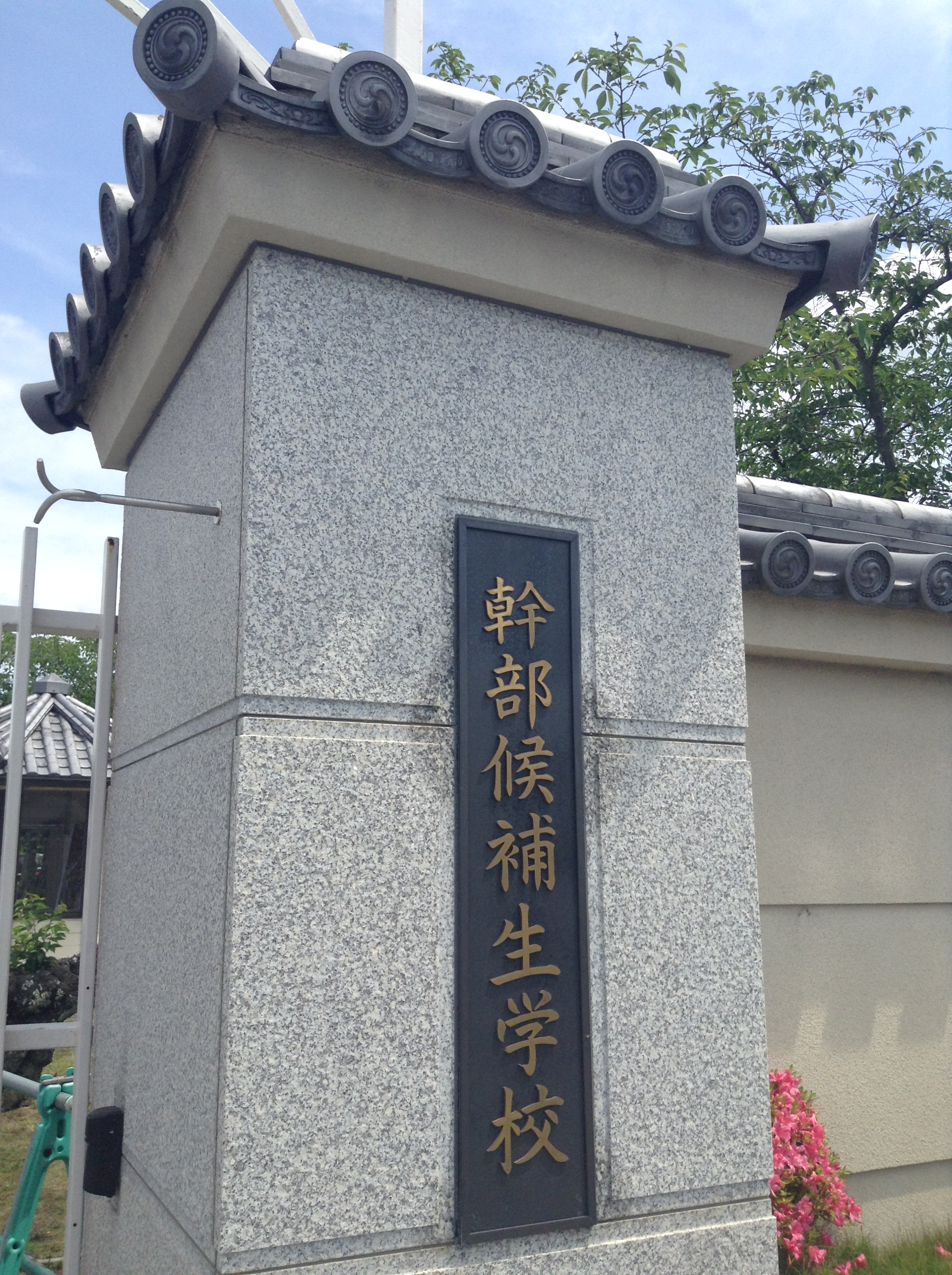
校門の看板

航空自衛隊幹部候補生学校（こうくうじえいたいかんぶこうほせいがっこう、JASDF Officer Candidate School）とは、航空自衛隊幹部を養成するための教育機関であり、初級幹部としての職務を遂行するに必要な共通的知識及び技能を修得させるための教育訓練を行う。旧陸軍や各国空軍の空軍士官学校に相当する。
航空自衛隊航空教育集団隷下であり、奈良県奈良市の奈良基地内にある。設置当初は防府基地（現在の防府南基地）に置かれ、1957年に現在地に移転している。
自衛隊奈良地方協力本部を除けば、奈良県にある唯一の自衛隊施設である。

## 沿革
- 1955年（昭和30年）9月20日：防府基地において新編。
- 1956年（昭和31年）11月16日：防府から奈良へ移動（～翌年1月29日まで）
- 1957年（昭和32年）3月21日：奈良基地開庁式。
- 1989年（平成元年）3月16日：航空教育集団新編に伴い、同隷下に編入[1]。

## 組織編成

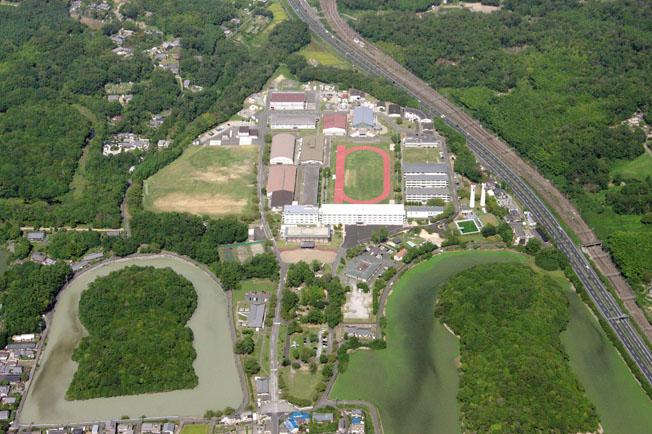
奈良基地全景

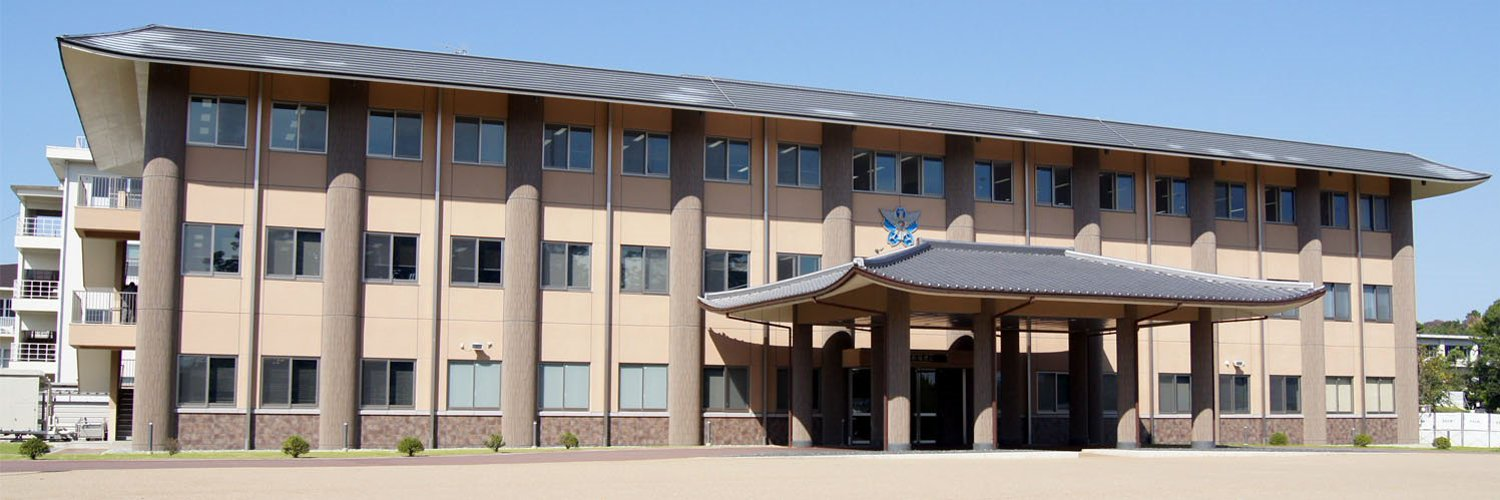
幹部候補生学校庁舎

- 総務課
- 教務課
- 教育部
- 業務部
  - 庶務課
  - 管理課
  - サイバー運用課
  - 業務課
  - 会計課
  - 衛生課
- 学生隊
  - 第1中隊
  - 第2中隊
  - 第3中隊

## 主要幹部
| 官職名                                     | 階級    | 氏名     | 補職発令日     | 前職                               |
| ------------------------------------------ | ------- | -------- | -------------- | ---------------------------------- |
| 航空自衛隊幹部候補生学校長 兼 奈良基地司令 | 空将補  | 加藤康博 | 2025年08月01日 | 統合幕僚監部首席指揮通信システム官 |
| 副校長                                     | 1等空佐 | 松井俊暁 | 2024年12月20日 | 航空幕僚監部防衛部施設課長         |
| 教育部長                                   | 1等空佐 | 金城兵啓 | 2024年08月01日 | 航空総隊司令部装備部装備課長       |
| 業務部長                                   | 1等空佐 | 田中慎吾 | 2024年12月20日 | 航空自衛隊幹部学校勤務             |
| 学生隊長                                   | 1等空佐 | 下里康志 | 2024年06月03日 | 第4航空団基地業務群司令            |

| 代 | 氏名     | 在職期間                      | 出身校・期                       | 前職                                                                                        | 後職                                                                                        | 備考    |
| -- | -------- | ----------------------------- | -------------------------------- | ------------------------------------------------------------------------------------------- | ------------------------------------------------------------------------------------------- | ------- |
| 01 | 岩城邦廣 | 1955年9月20日 1955年10月31日  | 海兵59期                         | 第1航空教育隊長（本務） 兼 第2航空教育隊長                                                  | 兼務解除                                                                                    | 1等空佐 |
| -  | 橋島芳雄 | 1955年11月1日 1956年3月15日   | 陸士43期・ 陸大51期              | 幹部候補生学校教育部長として幹部候補生学校長心得 就任時2等空佐（1956年2月16日 1等空佐昇任） | 幹部候補生学校教育部長として幹部候補生学校長心得 就任時2等空佐（1956年2月16日 1等空佐昇任） |         |
| 02 | 渡邊初彦 | 1956年3月16日 1957年6月30日   | 海兵58期                         | 航空幕僚監部所属 防衛研修所派遣勤務                                                         | 航空幕僚監部所属 防衛研修所所員                                                             | 1等空佐 |
| 03 | 伊藤素衛 | 1957年7月1日 1960年7月31日    | 海兵59期                         | 航空幕僚監部人事部人事課長 →1956年8月1日 航空幕僚監部付                                     | 航空自衛隊幹部学校勤務                                                                      | 1等空佐 |
| 04 | 髙橋康夫 | 1960年8月1日 1961年7月14日    | 東京帝国大学 昭和11年卒          | 航空総隊司令部監理部長 兼 人事部長 →1961年7月1日 空将補昇任                                 | 航空幕僚監部防衛部施設課長                                                                  |         |
| 05 | 旗生 孝  | 1961年7月15日 1963年7月31日   | 陸士44期・ 陸大53期              | 第1航空教育隊長 →1962年7月1日 空将補昇任                                                    | 航空自衛隊第2補給処長 兼 岐阜基地司令                                                       |         |
| 06 | 北川政男 | 1963年8月1日 1965年6月19日    | 東京帝国大学 昭和10年卒          | 航空自衛隊第3術科学校長 兼 芦屋基地司令                                                     | 航空幕僚監部付 →1965年6月30日 退職（空将昇任）                                              |         |
| 07 | 緒方景俊 | 1965年7月16日 1966年4月29日   | 陸士46期・ 陸大55期              | 防衛研修所副所長                                                                            | 統合幕僚会議事務局長 兼 統合幕僚学校長                                                      | 空将    |
| -  | 松島龍夫 | 1966年4月30日 1966年6月30日   | 海兵65期                         | 幹部候補生学校副校長として幹部候補生学校長代理                                              | 幹部候補生学校副校長として幹部候補生学校長代理                                              | 1等空佐 |
| 08 | 矢作十郎 | 1966年7月1日 1967年7月16日    | 陸士47期・ 陸大55期              | 航空総隊司令部幕僚長                                                                        | 西部航空方面隊司令官                                                                        | 空将    |
| 09 | 笛田房吉 | 1967年7月17日 1969年3月31日   | 陸士46期・ 陸大57期              | 航空自衛隊幹部学校副校長 兼 市ヶ谷基地司令                                                  | 航空幕僚監部付 →1969年7月1日 退職                                                           | 空将    |
| 10 | 美濃部正 | 1969年4月1日 1970年6月29日    | 海兵64期                         | 輸送航空団司令 兼 美保基地司令 →1970年2月16日 空将昇任                                      | 退職                                                                                        |         |
| 11 | 宮本 功  | 1970年6月30日 1971年4月30日   | 陸士51期                         | 航空幕僚監部監察官 →1971年1月1日 空将昇任                                                   | 中部航空方面隊司令官                                                                        |         |
| 12 | 岩﨑 亨  | 1971年5月1日 1972年6月30日    | 陸士52期・ 陸大60期              | 防衛研修所副所長 →1971年3月16日 航空幕僚監部付 →1971年12月1日 空将昇任                      | 航空自衛隊幹部学校長                                                                        |         |
| 13 | 櫻井忠成 | 1972年7月1日 1974年4月30日    | 海兵67期                         | 航空自衛隊第1術科学校長 兼 浜松南基地司令                                                   | 航空幕僚監部付 →1974年5月16日 退職                                                          | 空将    |
| 14 | 田中保壽 | 1974年5月1日 1976年2月15日    | 陸士54期                         | 航空総隊司令部幕僚長                                                                        | 術科教育本部長                                                                              | 空将    |
| 15 | 森永正男 | 1976年2月16日 1977年6月30日   | 陸士55期                         | 航空幕僚監部監理部長                                                                        | 退職                                                                                        | 空将    |
| 16 | 高原忠敏 | 1977年7月1日 1979年2月1日     | 陸士56期                         | 航空実験団司令 兼 技術研究本部岐阜試験場長 →1978年3月16日 空将昇任                          | 退職                                                                                        |         |
| 17 | 野村知治 | 1979年2月1日 1981年2月16日    | 陸士59期                         | 第3航空団司令 兼 三沢基地司令                                                               | 航空自衛隊幹部学校長                                                                        | 空将    |
| 18 | 濱屋孝哉 | 1981年2月17日 1982年2月15日   | 陸航士59期・ 中央大学 昭和28年卒 | 統合幕僚会議事務局第5幕僚室長                                                               | 中部航空方面隊司令官                                                                        | 空将    |
| 19 | 勝屋太郎 | 1982年2月16日 1983年4月25日   | 陸航士60期・ 立教大学 昭和26年卒 | 航空総隊司令部幕僚長                                                                        | 航空幕僚副長                                                                                | 空将    |
| 20 | 松永貞昭 | 1983年4月26日 1984年11月14日  | 東京水産大学・ 1期幹候           | 航空幕僚監部人事教育部長 →1983年7月1日 空将昇任                                             | 中部航空方面隊司令官                                                                        |         |
| 21 | 藪中隆三 | 1984年11月15日 1985年6月30日  | 広幼48期・ 東京大学・ 3期幹候    | 統合幕僚会議事務局第2幕僚室長                                                               | 航空自衛隊幹部学校長                                                                        | 空将    |
| 22 | 矢田浩司 | 1985年7月1日 1986年6月16日    | 早稲田大学 昭和29年卒            | 航空自衛隊第4補給処長                                                                       | 航空自衛隊幹部学校長                                                                        | 空将    |
| 23 | 鍛治 茂  | 1986年6月17日 1988年3月15日   | 山形大学・ 3期幹候               | 中部航空警戒管制団司令 兼 入間基地司令                                                      | 退職                                                                                        |         |
| 24 | 政狩圭亮 | 1988年3月16日 1990年3月15日   | 防大1期                          | 中部航空警戒管制団司令 兼 入間基地司令                                                      | 退職                                                                                        |         |
| 25 | 石津節正 | 1990年3月16日 1991年6月30日   | 防大3期                          | 航空自衛隊幹部学校教育部長                                                                  | 退職                                                                                        |         |
| 26 | 関 正治  | 1991年7月1日 1993年3月31日    | 防大4期                          | 防衛大学校教授                                                                              | 退職                                                                                        |         |
| 27 | 石母田治 | 1993年4月1日 1995年3月22日    | 防大5期                          | 航空幕僚監部監察官                                                                          | 退職                                                                                        |         |
| 28 | 葦津和親 | 1995年3月23日 1996年3月24日   | 防大6期                          | 航空支援集団司令部幕僚長                                                                    | 退職                                                                                        |         |
| 29 | 森 惇    | 1996年3月25日 1997年3月25日   | 防大8期                          | 航空支援集団司令部幕僚長                                                                    | 退職                                                                                        |         |
| 30 | 林吉永   | 1997年3月26日 1999年3月28日   | 防大9期                          | 第7航空団司令 兼 百里基地司令                                                               | 退職 →防衛研究所戦史部長                                                                    |         |
| 31 | 吉田松德 | 1999年3月29日 2001年6月28日   | 防大12期                         | 航空自衛隊第4補給処長                                                                       | 航空総隊司令部幕僚長                                                                        |         |
| 32 | 稲葉憲一 | 2001年6月29日 2003年3月26日   | 防大14期                         | 航空幕僚監部監理部長                                                                        | 航空開発実験集団司令官                                                                      |         |
| 33 | 山口金光 | 2003年3月27日 2004年8月29日   | 防大16期                         | 航空自衛隊第3術科学校長 兼 芦屋基地司令                                                     | 航空自衛隊補給本部副本部長                                                                  |         |
| 34 | 淺野明照 | 2004年8月30日 2005年7月27日   | 防大15期                         | 北部航空方面隊副司令官                                                                      | 退職                                                                                        |         |
| 35 | 秦啓次郎 | 2005年7月28日 2006年8月3日    | 防大21期                         | 北部航空警戒管制団司令                                                                      | 航空自衛隊第5術科学校長                                                                     |         |
| 36 | 石渡幹生 | 2006年8月4日 2007年7月31日    | 防大17期                         | 西部航空方面隊副司令官                                                                      | 技術研究本部技術開発官 （航空機担当）                                                       |         |
| 37 | 井上 勝  | 2007年8月1日 2009年7月20日    | 防大19期                         | 航空自衛隊第2術科学校長                                                                     | 退職                                                                                        |         |
| 38 | 古賀久夫 | 2009年7月21日 2012年3月29日   | 防大24期                         | 第8航空団司令 兼 築城基地司令                                                               | 技術研究本部技術開発官 （航空機担当）                                                       |         |
| 39 | 井上浩秀 | 2012年3月30日 2014年3月27日   | 学習院大学・ 75期幹候            | 航空幕僚監部装備部装備課長                                                                  | 第3航空団司令 兼 三沢基地司令                                                               |         |
| 40 | 大浦弘容 | 2014年3月28日 2015年11月30日  | 防大27期                         | 第7航空団司令 兼 百里基地司令                                                               | 航空自衛隊第5術科学校長                                                                     |         |
| 41 | 荒木哲哉 | 2015年12月1日 2017年8月7日    | 防大31期                         | 飛行開発実験団司令                                                                          | 航空幕僚監部総務部長                                                                        |         |
| 42 | 増田友晴 | 2017年8月8日 2019年8月22日    | 防大33期                         | 航空幕僚監部人事教育部補任課長                                                              | 飛行開発実験団司令                                                                          |         |
| 43 | 藤永国博 | 2019年8月23日 2021年9月29日   | 松山大学・ 84期幹候              | 航空幕僚監部人事教育部教育課長                                                              | 航空自衛隊第2補給処長 兼 岐阜基地司令                                                       |         |
| 44 | 山本光伸 | 2021年9月30日 2022年12月22日  | 防大35期                         | 航空自衛隊第4補給処長                                                                       | 航空自衛隊第2補給処長 兼 岐阜基地司令                                                       |         |
| 45 | 石上 誠  | 2022年12月23日 2023年12月21日 | 神奈川大学・ 79期幹候            | 航空自衛隊第4補給処長                                                                       | 退職                                                                                        |         |
| 46 | 岡本秀史 | 2023年12月22日 2025年7月31日  | 防大40期                         | 航空安全管理隊司令                                                                          | 航空教育集団司令部幕僚長 →同日内閣官房出向 （内閣事務官 兼 空将補）                         |         |
| 47 | 加藤康博 | 2025年8月1日                  | 82期幹候                         | 統合幕僚監部首席指揮通信システム官                                                          |                                                                                             |         |